# Janbirdi al-Ghazali
Janbirdi al-Ghazali (f. 1521), en árabe: جان بردي الغزالي‎: Jān-Birdi al-Ghazāli,  fue un militar y gobernador mameluco y otomano. Fue el primer gobernador del eyalato de Damasco bajo el imperio otomano desde febrero de 1519 hasta su muerte tras protagonizar una rebelión en Siria en febrero de 1521.

## Carrera

### Virrey de Hama y Gobernador de Damasco
Al-Ghazali era originalmente el na'ib o "virrey" de Hama bajo el sultanato mameluco de Egipto a comienzos del siglo XVI. Cuando los otomanos invadieron la Siria mameluca, Janbirdi luchó en el bando mameluco en la batalla de Marj Dabiq de 1516. Posteriormente dirigió el asalto contra el ejército del sultán otomano Selim I en Gaza durante la batalla de Yaunis Khan, siendo herido durante la confrontación. Después de la derrota mameluca en Siria se retiró a El Cairo con su ejército, participando en el defensa de la ciudad contra los turcos. Los otomanos volvieron a imponerse, conquistando también Egipto.
Al-Ghazali siguió entonces al gobernador mameluco de Alepo y desertó a los otomanos abandonando al sultán mameluco Qansuh al-Ghawri. Selim I estaba impresionado por la lealtad de al-Ghazali y, para ganarse su respaldo, le ofreció el gobierno de Damasco en febrero de 1519. La provincia de Damasco abarcaba gran parte del Levante, incluyendo Siria central y del sur, Transjordania Palestina, la costa siria y el Líbano. Debía pagar un tributo anual de 230 000 dinares al sultán turco.
Como gobernador, era también el responsable de salvaguardar las caravanas de peregrinos que hacían el hajj, peregrinando de Damasco a Aqaba. Para lograrlo subyugó a los nómadas turcomanos que habitaban las montañas libanesas. Tras dos años, logró que estos mismos turcomanos protegieran a los peregrinos y para 1520, hajj las caravanas viajaban sin incidentes. Siguiendo la política otomana, al-Ghazali también realizó importantes obras en Damasco. Fue nombrado nazir o "supervisor" del principal waqf de Damasco y reparó y redecoró la mezquita omeya de la ciudad. También construyó otras mezquitas, escuelas y canales de riego. Particularmente se le atribuye haber despedido a responsables de madrasas (escuelas religiosas) considerados negligentes, restaurando estas.

### Revuelta contra los otomanos
Tras el la muerte de Selim I y el ascenso al trono de Solimán el Magnífico en 1520, al-Ghazali se rebeló contra los otomanos. Buscaba restaurar el estado mameluco, proclamándose "sultán" o al-Malik al-Ashraf ("el nobilísimo rey"). Prohibió el uso del nombre del sultán en las oraciones del viernes, purgó Siria de funcionarios y soldados otomanos y prohibió el uso de vestimenta otomana. Después de su proclamación, las ciudades de Trípoli, Hama y Hims se unieron a su rebelión. Tras varios intentos infructuosos de ganar el respaldo de Ismail I del imperio safávida y Ha'ir Bey, gobernador otomano de Egipto, al-Ghazali levantó un ejército y se lanzó a la conquista de Alepo. Los residentes de Alepo se mantuvieron leales al sultanato otomano y resistieron el ataque de al-Ghazali, que asedió la ciudad durante quince días. Doscientos locales fueron asesinados pero tras no lograr avances contra la ciudad al-Ghazali se retiró a Damasco para reunir sus fuerzas.
En febrero de 1521, el ejército otomano alcanzó las afueras de Damasco, donde al-Ghazali los enfrentó con sus tropas. Su ejército fue rápidamente derrotado y él mismo fue ejecutado. El ejército turco envió su cabeza cortada a Solimán como trofeo y procedió a saquear Damasco, matando a 3000 residentes y arrasando barrios de la ciudad y pueblos cercanos. Con el fin de al-Ghazali terminaron los últimos coletazos mamelucos en Siria. Para los historiadores otomanos, la revuelta de al-Ghazali marca el primer acontecimiento importante del reinado de Solimán el Magnífico.